# Río Virú
Der Río Virú, im Oberlauf streckenweise Río Pachachaca und Río Huascapongo, ist ein 97 km langer Zufluss des Pazifischen Ozeans im Nordwesten Perus in der Region La Libertad. 

## Flusslauf
Der Río Virú entspringt in der peruanischen Westkordillere, 8 km südlich von Quiruvilca auf einer Höhe von etwa 3950 m. Er fließt in überwiegend südwestlicher Richtung durch das Gebirge. Bei Flusskilometer 44 befinden sich der Wasserfall Catarata de Condornada am Flusslauf. Die letzten 20 Kilometer durchfließt der Río Virú die Küstenebene. Er passiert die Kleinstadt Virú und mündet schließlich 45 km südsüdöstlich von Trujillo in den Pazifik. 

## Einzugsgebiet
Das 2805 km² große Einzugsgebiet grenzt im Norden an das des Río Moche, im Süden an das des Río Chao sowie im Osten an das des Río Santa.